# دي دي بيار دي (فلم)
دي دي بيار دي (بالإنجليزية: De De Pyaar De) هو فيلم كوميدي رومانسي باللغة الهندية عام 2019 من تأليف لوف رانجان وإخراج أكيف علي في أول تجربة إخراجية له. من إنتاج شركة تي سيريز و لوف فيلمز، بطولة أجاي ديفجان وتابو وراكول بريت سينج. في الفيلم، تحدث الفوضى عندما يقع رجل هندي في منتصف العمر يرغب في الطلاق في حب امرأة شابة تكاد تكون في نصف عمره ويقدمها لعائلته، بما في ذلك زوجته السابقة وأطفاله.

## حبكة
أشيش ميهرا هو مستثمر غير مقيم يبلغ من العمر 50 عامًا في لندن يلتقي بفتاة مستقلة تبلغ من العمر 26 عامًا تدعى عائشة. يبدأ الاثنان في المواعدة وعلاقة جدية للعيش معًا. يخبرها أشيش أنه منفصل عن زوجته مانجو راو التي تعيش في الهند مع طفليهما إيشيكا وإيشان. بعد ذهاب وإياب بشأن فارق السن بينهما، يقرر آشيش تقديم عائشة إلى عائلته ويأخذها إلى منزله في مانالي. تعيش مانجو وأطفالها الآن مع والدي أشيش. تشعر ابنة آشيش إيشيكا بالانزعاج من وصوله، معتقدة أنه سوف يفسد اللقاء مع صديقها ريشي ووالده أتول ساكسينا.
تفاجأ آشيش، فختلق كذبة بشأن كون عائشة سكرتيرته، مما أثار كراهية عائشة. تشعر عائشة ومانجو بالتوتر بسبب مشاعرهما تجاه أشيش. بسبب الظروف، يتم تقديم أشيش باعتباره شقيق مانجو إلى ريشي وأتول. عائشة ومانجو تفشلان في التوافق بشكل جيد. بعد أن لاحظت أخيرًا أن عائشة وأشيش معًا، صرخت إيشيكا على أشيش بسبب كذبه على عائلته بأكملها. يكشف أشيش أخيرًا أنه أحضر عائشة للحصول على موافقة عائلته. يتعلم أتول أيضًا نفس الشيء ويلغي حفل الزفاف لأنه يشعر أن الأسرة ليست موثوقة. يدافع مانجو عن علاقة أشيش وعايشة أمام عائلتهما بأكملها، حيث يعزي أشيش أيضًا مانجو ويصبحان أكثر حميمية.
في اليوم التالي، تكتشف عائشة أن مانجو وأشيش أصبحا على علاقة حميمة، ويرد مانجو بأنها لا تزال زوجته وأن عائشة هي المرأة الأخرى من الناحية الفنية. تشعر عائشة بالإحباط وتعود إلى لندن. أشيش يقنع أتول بالزواج بين إيشيكا وريشي، لكنه يبدأ في افتقاد عائشة. عندما تصل ترتيبات خطوبة إيشيكا إلى كامل قوتها، تدرك مانجو الشوق الحقيقي الذي يشعر به الزوجان لبعضهما البعض وتذهب إلى لندن لتطلب من عائشة أن تمنح آشيش فرصة ثانية، تلتقي عائشة أخيرًا مع آشيش وتحتفل بخطوبة إيشيكا. في مشهد منتصف الاعتمادات، يتجادل أشيش وآيشا حول ما إذا كان ينبغي لهما مقابلة عائلة عائشة.

## الممثلون
- أجاي ديفجن في دور أشيش "أشو" ميهرا
- تابو في دور مانجو راو
- راكول بريت سينج في دور عائشة
- جاويد جعفري في دور سمير خانا
- جيمي شيرجيل في دور فاكيل كابور
- ألوك ناث في دور فيريندرا ميهرا
- مادهومالتي كابور في دور سومان ميهرا
- كومود ميشرا في دور أتول ساكسينا
- إنايات سود في دور إيشيكا ميهرا
- بهافين بهانوشالي في دور إيشان ميهرا
- راجفير سينغ في دور ريشي ساكسينا
- ساني سينغ في دور أكاش (ظهور خاص)
- راديكا بانجيا في دور هيما

## موسيقى
تم تأليف الموسيقى التصويرية للفيلم بواسطة امال مالك، روتشاك كوهلي، تانيشك باجشي، فيبين باتوا ومانج ميوزيك، مع كلمات كتبها كومار، كونال فيرما، جاري ساندو، ميلو د و تانيشك باجشي. تم إصداره بواسطة تي سيريز في 15 مايو 2019.
أعاد تانيشك باجشي إنتاج أغنية غاري ساندو الفردية "ياه بايبي" باسم "هاولي هاولي" مع إضافة صوت نيها ككار وراب ميلو دي.
أعاد مانج ميوزيك إنشاء مسار سورجيت بيندراخيا موخدا فيك كي بصوت ميكا سينغ وديفاني بانوشالي.
كتبت شريا بول من فيرست بوست أن الموسيقى "مشكلة بقدر ما تبدو القصة"، مشيرة إلى أنها "لا تفعل الكثير لإثارة أي رد فعل جدير بالاهتمام من المستمعين، باستثناء ربما تنهد خيبة الأمل". ومع ذلك، أشاد بول بأغنية "ديل روي جاي" لأنها "تميزت" عن بقية الأغاني.
| #  | عنوان                          | المدة |
| -- | ------------------------------ | ----- |
| 1. | "Vaddi Sharaban"               | 4:26  |
| 2. | "Tu Mila To Haina"             | 5:25  |
| 3. | "Hauli Hauli"                  | 3:29  |
| 4. | "Chale Aana"                   | 4:31  |
| 5. | "Mukhda Vekh Ke"               | 2:49  |
| 6. | "Dil Royi Jaye"                | 4:16  |
| 7. | "Vaddi Sharaban" (Talli Mix)   | 4:08  |
| 8. | "Tu Mila To Haina" (Version 2) | 5:31  |

## تسويق

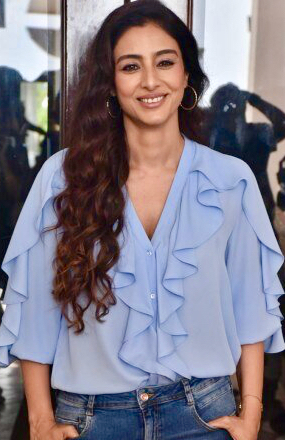
تابو يروج لفيلم دي دي بيار دي في عام 2019

تم إصدار الملصق الأول للفيلم، والذي يصور ديفجان جالسًا فوق سيارتين مع السيدات الرائدات، في 22 مارس 2019. تم إصدار المقطع الدعائي الرسمي في 2 أبريل 2019، بمناسبة عيد ميلاد ديفجان الخمسين. كتب كاتب في صحيفة هندوستان تايمز عن المقطع الدعائي: "هدية عيد ميلاد أجاي ديفجان لجمهوره كانت بمثابة صخب ضحك". على نحو مماثل، علقت برانيتا تشوبي من إن دي تي في قائلةً إن الفيلم "سيثير ضحكك". تم إصدار أغنية "فادي شرابان" في 11 أبريل 2019. بعد ذلك، تم إصدار أغنية أخرى بعنوان "تو ميلا تو هانيا" في 22 أبريل 2019. "هاولي هاولي"، التي تم إصدارها في 26 أبريل 2019، كانت عبارة عن ريمكس للأغنية الأصلية لهاولي هاولي بواسطة غاري ساندهو. أعاد ساندهو غناء الأغنية مع غناء إضافي من نيها ككار. تم إصدار أغنية "شالي أنا" في 2 مايو 2019.

## روابط خارجية
- مقالات تستعمل روابط فنية بلا صلة مع ويكي بيانات